# Квазі-ідентифікатор
Квазі-ідентифікатор — це фрагменти інформації, які самі по собі не є унікальними ідентифікаторами, але досить добре корелюють із сутністю, щоб їх можна було об'єднати з іншими квазі-ідентифікаторами для створення унікального ідентифікатора.
Таким чином, квазі-ідентифікатори, будучі об'єднаними, можуть стати персональною інформацією. Цей процес називається повторна ідентифікація. Як приклад, Латанія Свіні показала, що, незважаючи на те, що ні стать, ні дата народження, ні поштовий індекс однозначно не ідентифікують особу, поєднання всіх трьох є достатнім, щоб ідентифікувати 87 % осіб у Сполучених Штатах.
Термін був введений Торе Даленіусом у 1986 році. Відтоді квазі-ідентифікатори були основою кількох атак на оприлюднені дані. Наприклад, Суїні зв'язав медичні записи з загальнодоступною інформацією, щоб знайти медичні записи тодішнього губернатора штату Массачусетс, використовуючи унікальні квазіідентифікатори, а Суіні, Абу і Вінн використовували публічні списки виборців, щоб повторно ідентифікувати учасників проекту «Особистий геном». Крім того, Арвінд Нараянан і Віталій Шматіков обговорили квазі-ідентифікатори для вказівки статистичних умов для деанонімізації даних, опублікованих Netflix.
Мотвані та Ін попереджають про потенційні порушення приватності, причиною яких можуть стати публікації великих обсягів державних та бізнес-даних, що містять квазі-ідентифікатори.